# يوم الرواد
يوم الرواد (بالإنجليزية: Pioneer Day) هو عطلة رسمية تُحتفل بها في 24 يوليو في ولاية يوتا الأمريكية، مع احتفالات أخرى تقام في بعض المناطق المجاورة التي استوطنها الروّاد المورمون.
تُخلّد هذه المناسبة دخول بريغهام يونغ وأول مجموعة من الروّاد المورمون إلى وادي سولت ليك في 24 يوليو 1847، حيث استقر أتباع كنيسة يسوع المسيح لقديسي الأيام الأخيرة (المورمون) بعد أن طُردوا من مدينة نوفو في إلينوي، ومناطق أخرى من شرق الولايات المتحدة.
تشمل مظاهر الاحتفال:
- العروض والمسيرات
- الألعاب النارية
- مسابقات رعاة البقر
- والأنشطة الاحتفالية المختلفة

ويشبه يوم الاستقلال (4 يوليو) من حيث الطابع الاحتفالي، إذ تُغلق معظم المكاتب الحكومية المحلية والمؤسسات الحكومية الرسمية، إلى جانب العديد من الشركات.
بالإضافة إلى كونه عطلة رسمية في ولاية يوتا، يُعد يوم الروّاد مناسبة خاصة يحتفل بها العديد من أعضاء كنيسة يسوع المسيح لقديسي الأيام الأخيرة (كنيسة المورمون). في هذا اليوم، يشارك بعض الأعضاء في أنشطة رمزية مثل السير على أجزاء من درب الروّاد المورمون أو إعادة تمثيل دخول وادي سولت ليك باستخدام عربات اليد كما فعل الروّاد الأوائل. كما يحتفل أعضاء الكنيسة في مختلف الولايات الأمريكية وحول العالم بهذا اليوم كتذكار لعصر الروّاد، من خلال فعاليات تتضمن الأغاني والرقصات والولائم الجماعية والأنشطة المستوحاة من حياة الروّاد الذين لعبوا دورًا محوريًا في تأسيس مجتمعهم الجديد.
رغم أن العطلة مرتبطة ارتباطًا وثيقًا بكنيسة يسوع المسيح لقديسي الأيام الأخيرة (LDS)، فإنها تُعد رسميًا احتفالًا يشمل الجميع بغض النظر عن الديانة أو الجنسية، وتكرّم كل من هاجر إلى وادي سولت ليك خلال حقبة الروّاد، والتي يُعتبر أنها انتهت بوصول السكك الحديدية العابرة للقارات عام 1869. ومن بين الروّاد الأمريكيين البارزين غير المنتمين للكنيسة في تلك الفترة، الأسقف الأسقفي دانيال إس. تاتل، الذي أسّس أولى المدارس غير المورمونية في يوتا (Rowland Hall-St. Mark’s) وأول مستشفى عام (St. Mark’s) في أواخر القرن التاسع عشر. ويُقام احتفال "الإنترترايبل باو-واو" في منتزه ليبرتي بمدينة سولت ليك لتكريم التراث الثقافي والمساهمات التي قدمها السكان الأصليون للمنطقة، ما يساعد سكان يوتا على فهم أعمق لتاريخ منطقتهم.

## تاريخيًا

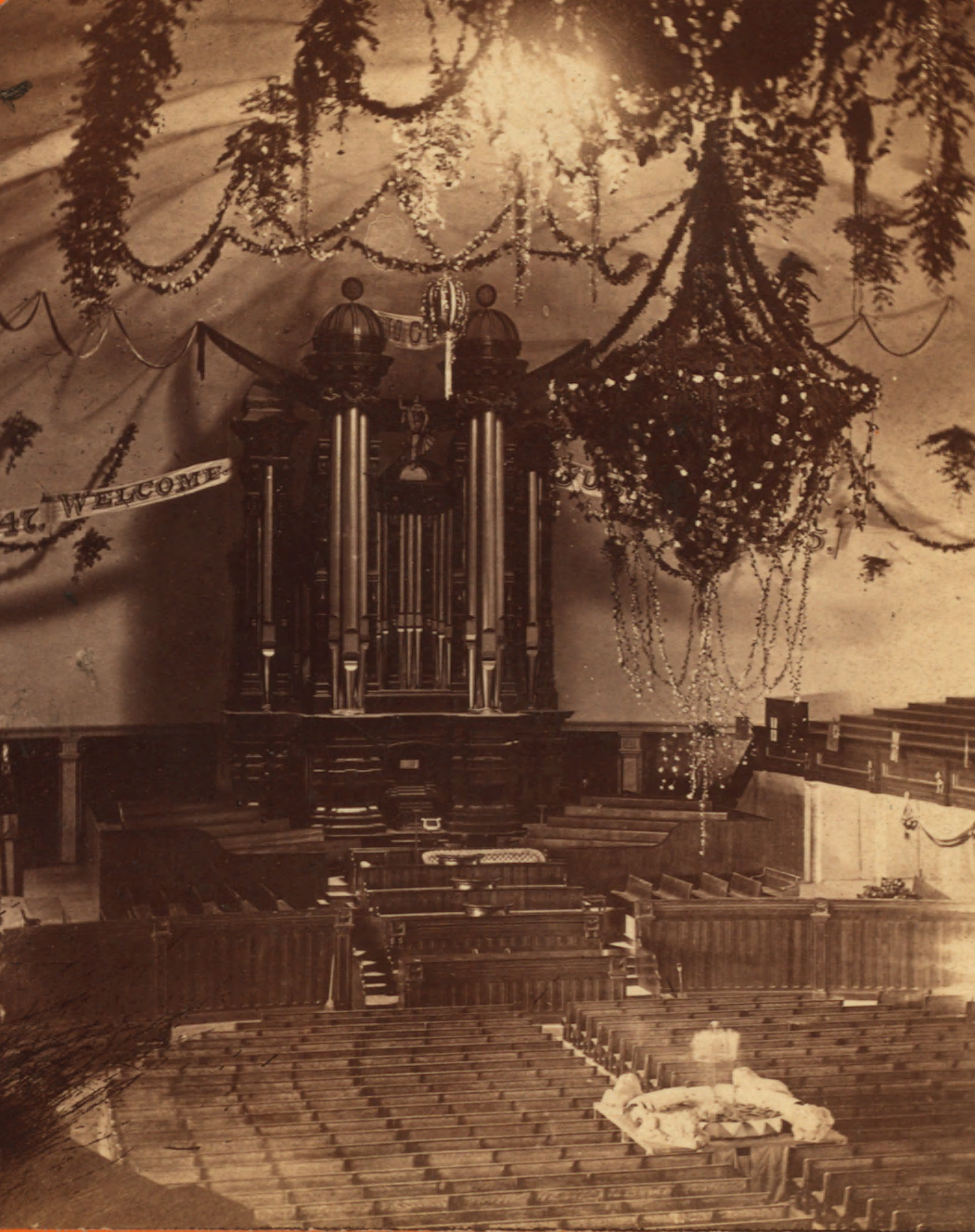
الجزء الداخلي من مبنى "سالت ليك تابيرناكل" كما زُيّن بمناسبة احتفال اتحاد مدارس الأحد ديزيريت بيوم الروّاد في يوليو عام 1875.

أول احتفال يُعتبر تمهيدًا لعيد الروّاد في ولاية يوتا وقع في 24 يوليو عام 1849، عندما قادت فرقة "نوفو النحاسية" فعالية لإحياء الذكرى الثانية لدخول قديسي الأيام الأخيرة إلى وادي سولت ليك.
توقّف الاحتفال بعيد الروّاد في عام 1857 بسبب وصول أنباء عن اقتراب جيش جونستون، مما أعلن بداية حرب يوتا. وبعد احتلال القوات الفيدرالية لإقليم يوتا، أصبح الاحتفال بعيد الروّاد محدودًا ونادرًا. ومع توسّع ممر المورمون في غرب الجبال الصخرية، انتشر الاحتفال تدريجيًا في المناطق المجاورة. وفي عام 1880، أحيا قديسو الأيام الأخيرة اليوبيل الذهبي لتأسيس الكنيسة رسميًا عام 1830، وشارك عشرات الآلاف من الأشخاص في مئات المجتمعات في احتفالات حماسية.

## الروابط الخارجية
- وسائط متعلقة بـ يوم الرواد في كومنز.